# Philippe Couillard
Philippe Couillard, (ur. 26 czerwca 1957 w Montrealu)  jest politykiem kanadyjskim i byłym szefem Liberalnej Partii Quebecu. Z wykształcenia jest lekarzem, specjalistą neurochirurgiem. Był ministrem zdrowia i służb społecznych w rządzie liberalnym Jean Charesta w latach 2003 do 2008. W czasie pełnienia przez niego urzędu ministra wprowadzono w Quebecu zakaz palenia tytoniu w miejscach publicznych.
Philippe Couillard poprowadził do zwycięstwa Liberalną Partię Quebecu w wyborach w dniu 7 kwietnia 2014 i objął stanowisko premiera rządu prowincji Québec.
W dniu 1 października 2018 roku Liberalna Partia Quebecu przegrała wybory, a władzę przejęła partia Koalicja Przyszłość Quebecu, Philippe Couillard ustąpił ze stanowiska premiera. Ustąpił ze stanowiska szefa Liberalnej Partii Quebecu 4 października 2018.